# Predella dei santi Giacomo e Lucia
La Predella dei santi Giacomo e Lucia è una serie di dipinti a tempera su tavola di Beato Angelico un tempo appartenenti a un'unica pala d'altare, perduta o comunque non chiaramente individuata.

## Storia
L'Imposizione del nome al Battista e i Funerali della Vergine si trovavano nel 1778 nelle mani del marcante Giovanni Vincenzo Frati, che nel gennaio di quell'anno ne propose l'acquisto al direttore delle Gallerie fiorentine Giuseppe Bencivenni Pelli: l'acquisto andò in porto solo per il primo pannello.
La datazione della predella si basa sui soli motivi stilistici. Essa comunque non può essere posteriore al 1435, quando Andrea di Giusto copiò il pannello con l'Imposizione del nome nella predella del polittico al Museo civico di Prato.
Alcuni hanno ipotizzato che una pala dell'Angelico, sconosciuta, si trovasse nella chiesa di Santa Lucia dei Magnoli a Firenze. Si sa infatti che nel 1436 una certa Monna Lapa figlia di Andrea di Benozzo e già moglie del mercante Umberto Benvenuti chiese ad Andrea di Giusto di copiare una pala con la Madonna col Bambino e quattro santi ivi contenuta, sull'altare di Lutozzo Nasi. Dai sepoltuari del XVII secolo sappiamo solo che questa pala riportava la data del 1422, anno della consacrazione dell'altare. Essendo Andrea di Giusto specializzato nelle copie dall'Angelico (oltre al polittico pratese esiste ad esempio una copia della Madonna col Bambino e dodici angeli dello Städel) ed essendo impossibile a quella data la paternità dell'altro allievo dell'Angelico Zanobi Strozzi (nato nel 1412), è piuttosto probabile che la pala fosse proprio del maestro, magari connessa con questa misteriosa predella.

## Descrizione e stile
I pannelli noti della predella sono oggi cinque:
- San Giacomo maggiore libera Ermogene, 26,8x23,8 cm, Fort Worth, Kimbell Art Museum
- Imposizione del nome al Battista, 26×24 cm, Museo nazionale di San Marco, Firenze
- Funerali della Vergine, 26x52,9 cm, Filadelfia, Philadelphia Museum of Art
- Incontro tra san Domenico e san Francesco, 26x26,7 cm, San Francisco, California Palace of the Legion of Honor
- Apparizione di sant'Agata a santa Lucia, New York, collezione privata Richard L. Feigen

Essi, associati per le dimensioni e lo stile smagliante nonché per il bordino dagli angoli smussati, che doveva corrispondere forse al profilo di colonnine nella carpenteria della pala, compongono le storie dei santi che dovevano trovarsi a figura intera nel soprastante polittico, appunto Giacomo, Giovanni Battista, la Madonna, magari col Bambino o tutt'al più incoronata, Domenico e Lucia.
Le scene, per quanto piccole, mostrano una compiutezza miniaturistica e una vivacità narrativa degna delle opere maggiori. La visione della realtà è più che mai chiara e razionale, con un'elegante svolgimento delle scene derivante dall'esempio di Lorenzo Ghiberti.
Visione d'insieme della predella